# Долобко Мілій Герасимович
Долобко́ Мілій Герасимович (4(16) листопада 1884, Остерська волость Чернігівської губернії, нині Козелецького району Чернігівської області — 23 липня 1935, Карелія, Росія) — мовознавець-славіст. Професор (1919). 

## Життєпис
Середню освіту здобув у Чернігівській класичній гімназії як стипендіат Остерського земства. 1905 року, коли закінчив із золотою медаллю гімназію, Мілій Долобко вступив на історико-філологічний факультет Санкт-Петербурзького університету, який закінчив 1910 року. Там він і працював. 1911 року його відрядила Академія Наук на дев'ять місяців із науковою метою за кордон в Австрію, Сербію, Болгарію та Туреччину. Повернувшись із відрядження 1912 року, приступив до магістерських іспитів, які закінчив через рік. Коли він прочитав на засіданні факультету дві пробні лекції, з 1 січня 1914 його допустили читати лекції в Петербурзькому університеті зі званням приват-доцента. На літні канікули 1914 року Мілія вдруге відрядила Академія з науковою метою в південнослов'янські землі. У вересні 1918 року Долобка затвердила Рада університету в штатну посаду доцента з кафедри слов'янської філології, а 1919 року отримав звання професора з кафедри слов'янського мовознавства. 
З початку 1934 року Мілій Долобко працював професором і завідувачем кафедри мов Курсів редакторів і перекладачів класиків марксизму на національні мови СРСР у Ленінградському Східному інституті. Вивчав південнослов'янські писемні пам’ятки, сучасні говори Югославії. Перша праця — «Требник Београдске Народне Библиотеке. Белешке о палеографији и језику», що вийшла друком у Белграді сербською мовою 1913 року. За період з 1913 по 1928 рік учений друкує низку досліджень із мови слов'янських пам'яток і критичних відгуків на праці зі слов'янознавства. Досліджував проблеми загального, порівняльно-історичного і слов’янського мовознавства, 1925—1932 — науковий співробітник Яфетичного інституту (пізніше — Інститут мови і мислення) АН СРСР. Крім названої праці, дослідженню мови слов'янських пам'яток присвячено роботи «О языке некоторых боснийских грамот XIV века», «La langue des feuillets du Zograph» тощо. Названі роботи не відрізняються від традиційних досліджень цього роду, але їх виконано з незвичайною ретельністю і повнотою.
За останні роки Мілій Долобко виконав величезну роботу з освоєння філософської літератури, особливо праць Гегеля. Ретельно вивчав він класиків марксизму-ленінізму. Він помер у Карелії і похований там, недалеко від села, де похований один з його вчителів-славістів — П.Ф. Фортунатов.

## Праці
1. Требник Београдске Народне Библиотеке бр. 305 (488). Белешке о палеографии и језику, Іужнословенски филолог (Београд), кн. I (1913) и II (1921).
2. Язык боснийских грамот XIV в., ИОРЯС, т. XIX (1914), кн. 3 и 4, и отдельно, Пгр. 1915.
3. Критический отзыв о работе С. М. Кульбакина «Сербский язык», I. Фонетика и морфология сербского языка, Харьков, 1915, ИОРЯС, т. XX (1915), кн. I.
4. Литература, история и древности у южных славян 1912—1913 гг. Обозрение трудов по славяноведению, 1913 г., тип. II, и отдельно, Пгр. 1916.
5. П. А. Ровинский (некролог). ЖМНПР, XIV (1916, № 7), отд. 4.
6. Этнографическое единство сербов и хорватов. С картой говоров сербо-хорватского языка. Пгр. 1917.
7. Критический отзыв о работе Н. С. Державина «Болгарские колонии в России», т. II, Язык, Пгр. 1915. ИОРЯС, т. XXII (1927), кн. 2.
8. Славяноведение в трудах А. А. Шахматова. ИОРЯС, т. XXV (1920).
9. Изучение явлений общеславянского праязыка в трудах А. А. Шахматова, ИОРЯС, т. XXV (1920).
10. Die enklitischen Formen des Pronomens der 1. and 2. Person im Dativus dualis des Urslavischen. Zeitschrift für slavische Philologie, Leipzig, Bd. I (1925).
11. Psalterium Sinaiticum. Синайская псалтырь. Глаголический памятник XI века. Приготовил к печати С. Северьянов, Petersburg 1922, Zeitschrift für slavische Philologie, Leipzig , Bd. I (1925).
12. Der sekundäre v-Vorschlag im Russischen. Zeitschrift für slavische Philologie, Leipzig, Bd. III (1926).
13. La langue des feuillets du Zograph, Revue des études slaves, T. VI. Paris. (1926) и отдельно в серии Textes publiés par l’institut d’études slaves, I. Paris 1926.
14. Ночь-ночéсь, óсень-осенéсь, зимá-зимýсь, лéто-лéтось, Slavia, Praha, Ročn. V (1927).
15. Славянский суффикс i-m Сб. ОРЯС, АН, т. CI, № 3 (1928).
16. Труды А. И. Соболевского в области старославянского языка, Лнгр. 1930.
17. Основная языковая закономерность коммунизма родовой стадии. Советское Языкознание, т. I, 1935.
18. Русское местоимение принадлежности «мой». Советское Языкознание, т. I, 1935.